# IC 2423

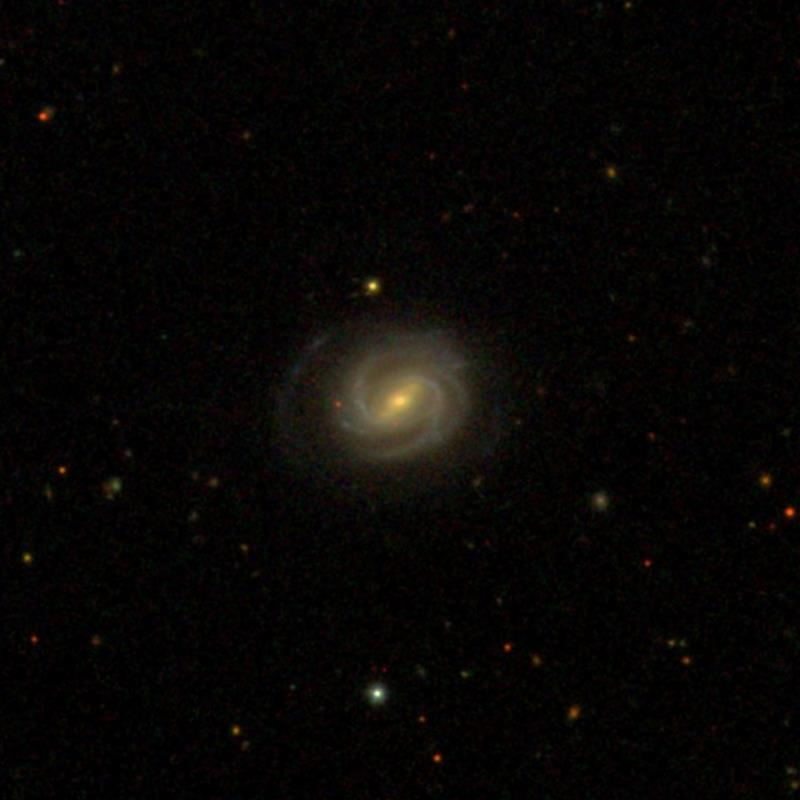
IC 2423

IC 2423 — галактика типу SBb (компактна витягнута галактика) у сузір'ї Рак.
Цей об'єкт міститься в оригінальній редакції індексного каталогу.